# دلوج
دلوج (Deluge) هو عميل (client) بت‌تورنت حر ومفتوح المصدر ومتعدد المنصات مكتوب بلغة پايثون.
تم إصدار Deluge تحت ترخيص GPL-3.0-أو-أحدث .

## المميزات

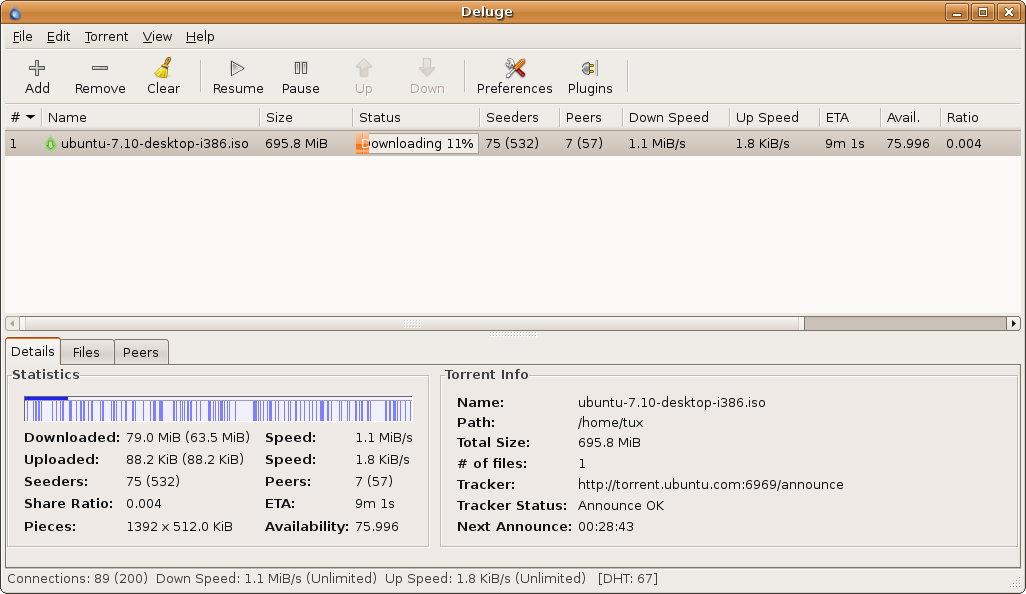
نسخة أقدم من Deluge

يهدف Deluge إلى أن يكون كلاينت (عميل) خفيف الوزن وآمنًا وغنيًا بالميزات. للمساعدة في تحقيق ذلك ، فإن معظم ميزاته هي جزء من وحدات إضافية (plugins) كتبها العديد من المطورين.